# Psacadina verbekei
Psacadina verbekei is een vliegensoort uit de familie van de slakkendoders (Sciomyzidae). De wetenschappelijke naam van de soort is voor het eerst geldig gepubliceerd in 1975 door Rozkosny in Knutson & al..